# Кон, Роберт Д.
Ро́берт Д. Кон (англ. Robert D. Kohn, 1870—1953) — американский архитектор, один из президентов Американского союза архитекторов (англ. The American Institute of Architects) в 1930—1932 годах.

## Биография
Роберт Д. Кон родился в Манхэттане. Учился в Колумбийском университете (Columbia University) и несколько лет в Эколь де Боз ар в Париже (École des Beaux-Arts, Paris) (1891—1895). Основал свою практику в 1896 году. Работал вместе со своим братом, Виктором Х. Коном, который умер в 1910 в возрасте тридцати восьми лет. С 1917 по 1950-е он работал с архитектором Чарлсом Батлером (англ. Charles Butler). В 1920-е они прославились благодаря их проектам синагог и других построек для еврейских реформистских общин Нью-Йорка. Кон часто работал также с архитектором Кларенсом Стейном (англ. Clarence Stein).

## Избранные проекты и постройки
- Здание издательства «Evening post» в Нью-Йорке, (1907)
- Здание издательства «Tower Press», Кливленд, Огайо (Cleveland, Ohio) (1908)
- Здание универмага «A.I. Namm & Son» в Бруклине (Brooklyn) совместно с Чарлзом Батлером (Charles Butler), 1924
- Пристройка к зданию универмага «Macy’s» в Манхеттене (Manhattan), 1924
- Здание Нью-Йоркского общества этической культуры (The New York Society for Ethical Culture) в Бронксе (совместно с Кларенсом Стейном (Clarence Stein), 1926
- Синагога «Эману-Эл» на 5-й авеню в Манхеттене (Congregation Emanu-El of the City of New York on Fifth Avenue), (1927—1929)